# Sebastian Freitag
Sebastian Freitag (* 3. Januar 1986 in Paderborn) ist ein deutscher Kirchenmusiker und Domorganist.

## Leben und Wirken
Freitag studierte Kirchenmusik und Orgel an der Hochschule für Musik Detmold bei Gerhard Weinberger, Martin Sander und Tomasz Adam Nowak.
Von 2011 bis 2013 war Freitag Interims-Domorganist am Hohen Dom zu Paderborn, von 2013 bis 2022 Dekanatskirchenmusiker in Paderborn. Von 2017 bis 2021 hatte er zudem einen Lehrauftrag für Orgel an der Universität Paderborn inne. Seit 2022 ist er Domorganist an der Kathedrale Ss. Trinitatis in Dresden und betreut somit die größte und letzte Orgel Gottfried Silbermanns.

## Diskografie
- SONORITIES – himmlische Klangwelten. Werke für Cello und Orgel (#Paschenrecords; 2014)[6][7]
- Chor- und Orgelmusik aus Mariä Geburt, Bad Laer. Werke für Chor und Orgel (2019)[7]